# Wilhelm Müller (Politiker, 1790)
Wilhelm Justus Ferdinand Carl Müller (* 4. April 1790 in Gießen; † 6. September 1844 in Darmstadt) war ein hessischer Richter und Abgeordneter der 2. Kammer der Landstände des Großherzogtums Hessen.
Wilhelm Müller war der Sohn des Stabsauditors und Alsfelder Oberamtmanns Georg Friedrich Anton Müller (1760–1811) und dessen Ehefrau Johanette Eleonore Wilhelmine Sophie geborene Pfaff. Müller, der evangelischen Glaubens war, heiratete am 19. November 1818 in Darmstadt Amalie geborene Follenius (1797–1882).
Müller studierte ab 1806 Rechtswissenschaften an der Universität Gießen und wurde später Hofgerichtsrat am Hofgericht Darmstadt und ab 1834 Oberappellations- und Kassationsgerichtsrat am Oberappellationsgericht Darmstadt.
Von 1826 bis 1830 und erneut 1841 bis 1842 gehörte er der Zweiten Kammer der Landstände an. Er wurde für den Wahlbezirk Stadt Alsfeld bzw. Oberhessen 6/Homberg gewählt.